# 우주선 스타컴
우주선 스타컴은 DIC 엔터테인먼트가 제작한 TV 애니메이션 시리즈이다. 1987년 9월 20일부터 1987년 12월 13일까지 신디케이션에서 총 13화로 방영되었다.
대한민국에서는 1992년 9월 2일부터 1992년 9월 30일까지 SBS를 통해 방영되었다.

## 등장인물
- 제임스 데린저
- 폴 코빈
- 존 그리핀
- 켈세이 카버
- 암흑 황제
- 토베크
- 말바나 윌드
- 본 다르
- 로마크
- 클라그
- 프랭클린 브리클레이

## 에피소드 목록
1. 위기의 스타컴
2. 우주고래 출현
3. 도청장치
4. 화성의 고대 유적지
5. 암흑 황제의 신무기
6. 비폭력의 승리
7. 훈련비행
8. 태양자력 폭풍
9. 우주사관생도 모스코비치
10. 당신을 위한 것
11. 플래시 모스코비츠
12. 마지막 스타레인저